# غوستاف كونينغ
غوستاف كونينغ (بالألمانية: Gustav König)‏ هو مدير موسيقي وموسيقي ألماني، ولد في 12 أغسطس 1910 في شفاباخ في ألمانيا، وتوفي في 5 فبراير 2005.

## وصلات خارجية
- غوستاف كونينغ على موقع ميوزك برينز (الإنجليزية)
- غوستاف كونينغ على موقع ديسكوغز (الإنجليزية)